# Doddamaranahalli, Bangalore South
Doddamaranahalli là một làng thuộc tehsil Bangalore South, huyện Bangalore Urban, bang Karnataka, Ấn Độ.